# 陳國恩
陳國恩（1956年—），中華民國警官，臺灣嘉義縣六腳鄉人，現任中國信託育樂股份有限公司董事長、中華民國籃球協會副理事長，曾任內政部警政署署長、國安局副局長、海洋委員會常務副主委兼任海巡署署長；擔任警政署署長時，使用社群媒體廣納基層意見，並推動多項警政改革，警界同仁私下以「恩公」、「國恩伯伯」稱呼。

## 早年生活
出身嘉義傳統農家，父母以務農為生，兄長陳國文為嘉義縣六腳鄉農會理事長。
求學時期熱衷體育活動，為田徑及棒球好手，曾獲選垂楊國小棒球代表隊，代表嘉義參加全國大賽，原欲往國手職涯發展，後因舅舅勸阻而專心求學，為減輕家庭負擔而，考錄取中央警官學校及台灣師範大學教育系，最終選擇從警。
就讀警官學校，陳國恩每天固定跑步5,000公尺，在100公尺短跑及跳遠均有心得，也曾拿下全國柔道比賽冠軍；求學期間結識同期同學曹麗文，其後相戀、步入婚姻。與妻育有二女，皆就讀東吳大學法律學系。
陳國恩在體能運動、學習成績都有良好表現，不僅是中央警官學校行政警察學系44期第一名畢業，後來攻讀警政研究所、犯罪防治研究所博士班也都名利前茅。

## 警界資歷
陳國恩自警校畢業後，從基層幹部一路歷練，從警期間不忘進修，並保持慢跑的運動習慣，曾任臺北市政府警察局前局長廖兆祥的秘書，後任直轄市分局長，嘉義市警察局長、臺中縣警察局長、警政署主任秘書等重要警職。

### 新北市政府警察局局長
2014年1月，陳國恩陞任新北市政府警察局局長（三線三星），積極推動「智慧警政」與「科技建警」，仿效紐約市警察局「即時打擊犯罪中心」（Real Time Crime Center；RTCC），成立「情資整合中心」，與臺灣微軟SQL Server共同建置資料倉儲平台，藉由分析海量資料，萃取犯罪情資。此外，並自主設計、開發智慧型手機App軟體「新北市iPolice」，讓市民能以手機App直接網路報案、查詢治安交通資訊。

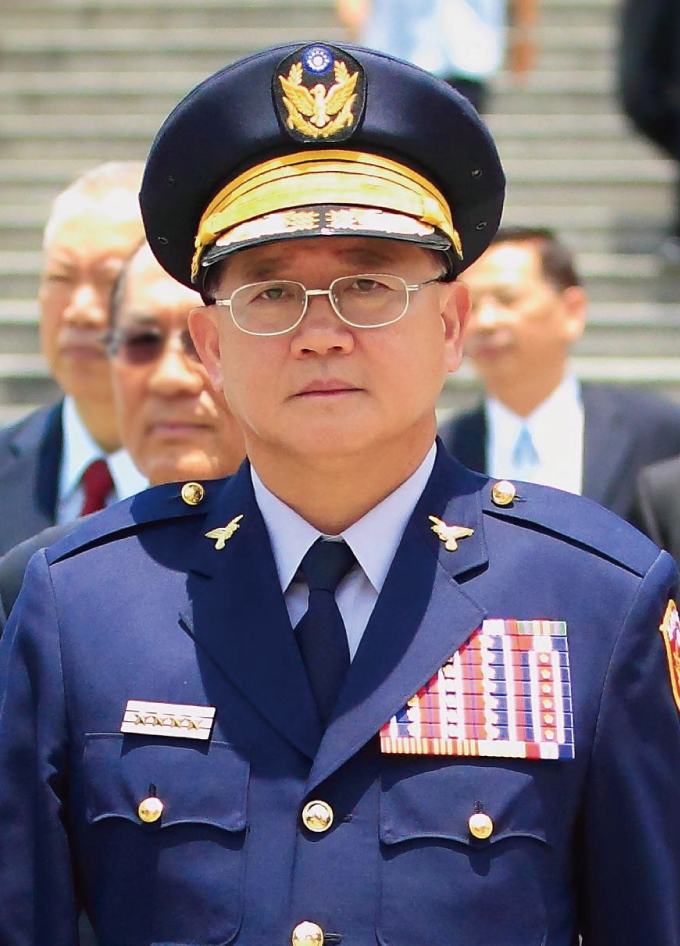
陳國恩，警政署長任內（2016年3月16日）

擔任局長期間，成立「NTPD局長室」臉書專頁，直接與警察同仁、市民互動，針對反映、陳情事項，陳國恩必親自過目並指派專人處理，包括後來擔任警政署長、海巡署長，都延續此革新措施。

### 內政部警政署署長
2015年4月1日，時任警政署長王卓鈞申請退休獲准，陳國恩陞任內政部警政署署長（三線四星），旋即成立「NPA署長室」臉書專頁，讓全國基層員警能直接提出意見，並簡化警察同仁行政協助事項，修正警界詬病已久的春安工作績效制度。延續新北經驗，以「科技建警、偵防並重」為目標，整合全國路口監視攝影機，升級員警個人科技配備「M-Police警用行動電腦」，提升刑案偵查能量。
因警察屬高風險公務員，但既有制度對警察並無特別照顧，導致員警執勤因公傷（殘）後能得到的支援有限，讓員警個人及家庭負擔沉重，陳國恩向社會善心人士發起募捐，獲得企業家郭台強及葉國一等人響應，成立「公益信託警察醫療及照護基金」，提供就醫、就養、喪葬等實質幫助，減輕因公傷（殘）的員警及眷屬負擔。 後桃園警員葉驥開槍擊斃拒捕衝撞的通緝犯遭判刑，陳國恩又向各界募集2,000萬元訴訟基金，成立「因公涉訟審議委員會」，給予因公涉訟的員警訴訟上的支持。
任內發生臺鐵爆炸案與一銀ATM盜領案兩起社會矚目案件，都能迅速偵破，對於當時民心安定，有著莫大的助益；因陳國恩積極任事，加上警界基層力挺，雖然經歷政黨輪替仍獲重用。
2017年9月，因世大運開幕式遭反年改團體抗爭干擾，行政院針對維安缺失究責，陳國恩調任國家安全局簡任副局長，結束警職生涯。

## 海巡署署長
2019年2月19日，陳國恩接任海洋委員會常務副主委兼任海巡署署長，成立「海巡署長室 Coast Guard」臉書專頁，傾聽海巡同仁心聲，並常以詼諧風趣的方式行銷海巡、海洋保育議題，受到網友歡迎。
上任初期成功營救「穩鵬號海上喋血案」，任內更破獲國內緝毒史上最大走私毒品案，以及歷年最大宗走私香菸案。
2020年10月1日，因家庭因素提前申請退休獲准。

## 卸任生涯
2021年1月14日，媒體報導陳國恩自公職退休後至東吳大學法商學院擔任講座教授，也受中國信託反毒教育基金會邀請出任顧問。
2021年6月17日，中信創投設立子公司「中國信託育樂股份有限公司」，並籌組籃球隊參加T1聯盟。同年6月30日，中信育樂董事會通過，由陳國恩出任第一任董事長。
2022年4月16日，受中華民國籃球協會理事長謝典林邀請，出任籃協副理事長。